# Мохнаткина, Марина Юрьевна
Мари́на Ю́рьевна Мохна́ткина (урождённая Бара́нова, позднее — Корми́льцева, с 2023 — Спива́к; род. 12 мая 1988, Кокчетавская область) — российская самбистка, 7-кратная чемпионка России, двукратная чемпионка Европы, 7-кратная чемпионка мира, Заслуженный мастер спорта России. Ныне выступает по смешанным единоборствам.
Член сборной России с 2008 года. На Универсиаде 2013 года в Казани возглавила женскую сборную и завоевала золотую медаль в весовой категории до 68 кг. Учится в Пермском государственном педагогическом гуманитарном университете на факультете физической культуры.

## Биография
Родилась 12 мая 1988 года, чуть позже вместе с родителями переехала в маленькую деревню Клестята в Пермской области. Чтобы содержать большую семью из четырёх девочек и одного мальчика, Кормильцевы держали большое хозяйство. Марина с ранних лет помогала родителям, доила коров, перекапывала грядки и другое. Она с детства была приучена к серьёзным физическим нагрузкам.

## Карьера в смешанных единоборствах

### Fight Nights Global
Летом 2016 года Мохнаткина подписала контракт на бой в рамках лиги Fight Nights Global. Дебютировала она против Екатерины Торбеевой, которую финишировала болевым приемом за 25 секунд. Осенью того же года она вновь победила болевым приемом в первом раунде — Карину Василенко.
После ещё двух досрочных побед в 2017 году получила титульный шанс, в котором в феврале 2018 года решением большинства судей проиграла Лиане Джоджуа, ставшей впоследствии бойцом UFC.

### Bellator
29 марта 2019 года состоялся её дебют в Bellator на 219 турнире против Джаней Хардинг. Марина уступила новозеландке единогласным решением судей (29-28, 29-28, 29-27).
10 декабря 2020 года должна была провести бой против американки Джессики Борги, однако снялась с поединка из-за перелома большого пальца левой руки.
11 июня 2021 года на Bellator 260 встретилась с Амандой Белл. Мохнаткина победила единогласным решением, забрав все раунды (30-27, 30-27, 30-27).

### PFL
Летом 2021 года боец объявила об окончании сотрудничества с Bellator и переходе в другую американскую организацию — PFL, заявив, что там она «готова удивить двух олимпийских чемпионов своим российским самбо».

#### Гран-при-2021
19 августа 2021 года в рамках Гран-при-2021 лёгкого дивизиона PFL против неё в клетку вышла Клаудия Замора. Марина уверенно победила свою соперницу, забрав все 3 раунда (30-27, 30-27, 30-27).

#### Гран-при-2022
6 мая 2022 года уже в следующем розыгрыше Гран-при она встретилась с победительницей 2019 и 2021 годов Кайлой Харрисон. Американка одолела Марину единогласным решением (30-27, 30-27, 30-27).
1 июля 2022 года во втором поединке отборочного этапа в плей-офф раздельным решением (30-27, 27-30, 30-27) победила мексиканку Эбби Монтес, но набранных баллов не хватило для прохода дальше.

#### Гран-при-2023
7 апреля 2023 года в рамках Гран-при-2023 уже полулёгкого дивизиона Мохнаткина встретилась с Йоко Хигаси. Марина нанесла японке поражение техническим нокаутом во втором раунде.
16 июня 2023 года вновь победила уже решением судей (30-27, 29-28, 29-28) бразильянку Эвелин Мартинс и со второго места в отборочном турнире вышла в плей-офф Гран-при.
18 августа 2023 в рамках полуфинала Гран-при должна встретиться с американкой Эмбер Лейброк.

## Личная жизнь
Марина в 2011 году во время чемпионата Европы по самбо познакомилась с другим членом сборной России — Михаилом Мохнаткиным. После турнира они стали много общаться, а вскоре Марина переехала из Перми в Санкт-Петербург к возлюбленному. В 2012-м спортсмены сыграли свадьбу, а спустя ещё два года у них родился сын Саша. Пара рассталась в конце 2020 года.
6 июля 2023 года Марина в социальной сети опубликовала фото со свадьбы с другим ММА-спортсменом бойцом UFC из Молдовы — Сергеем Спиваком. Пара проживает и тренируется в Лас-Вегасе.

## Титулы и достижения

### Самбо
- Чемпионат России по самбо среди женщин 2010 года — ;
- Чемпионат России по самбо среди женщин 2011 года — ;
- Чемпионат России по самбо среди женщин 2012 года — ;
- Чемпионат России по самбо среди женщин 2013 года — ;
- Чемпионат России по самбо среди женщин 2014 года — ;
- Чемпионат России по самбо 2016 года — ;
- Чемпионат России по самбо 2017 года — .
- Чемпионат России по самбо 2018 года — ;
- Чемпионат России по самбо 2019 года — ;
- Чемпионат России по самбо 2020 года — ;

## Статистика в профессиональном ММА
| Боёв 15  | Побед 11 | Поражений 4 |
| -------- | -------- | ----------- |
| Нокаутом | 1        | 0           |
| Сдачей   | 6        | 0           |
| Решением | 4        | 4           |

| Результат | Рекорд | Соперник           | Способ                            | Турнир                             | Дата            | Раунд | Время | Место                       | Примечание                                                                                   |
| --------- | ------ | ------------------ | --------------------------------- | ---------------------------------- | --------------- | ----- | ----- | --------------------------- | -------------------------------------------------------------------------------------------- |
| Поражение | 11-4   | Ларисса Пачеко     | Единогласное решение              | PFL 10: 2023                       | 24 ноября 2023  | 5     | 5:00  | Вашингтон, США              | Финал гран-при PFL 2023 в полулёгкой весовой категории                                       |
| Победа    | 11-3   | Эмбер Лейброк      | Болевой приём (рычаг локтя)       | PFL 8: 2023                        | 18 августа 2023 | 1     | 1:45  | Нью-Йорк, Нью-Йорк, США     | Полуфинал гран-при PFL 2023 в полулёгкой весовой категории                                   |
| Победа    | 10-3   | Эвелин Мартинс     | Единогласное решение              | PFL 5: 2023                        | 16 июня 2023    | 3     | 5:00  | Атланта, Джорджия, США      | Бой в промежуточном весе 66,68 кг. Мартинс не уложилась в лимит полулёгкой весовой категории |
| Победа    | 9-3    | Йоко Хигаси        | Технический нокаут (удары)        | PFL 2: 2023                        | 7 апреля 2023   | 2     | 1:29  | Лас-Вегас, Невада, США      |                                                                                              |
| Победа    | 8-3    | Татьяна Агиар      | Болевой приём (кимура)            | RCC 13                             | 3 декабря 2022  | 3     | 4:00  | Екатеринбург, Россия        | Возвращение в полулёгкий вес                                                                 |
| Победа    | 7-3    | Эбби Монтес        | Раздельное решение                | PFL 6                              | 1 июля 2022     | 3     | 5:00  | Атланта, Джорджия, США      |                                                                                              |
| Поражение | 6-3    | Кайла Харрисон     | Единогласное решение              | PFL 3                              | 6 мая 2022      | 3     | 5:00  | Арлингтон, Техас, США       |                                                                                              |
| Победа    | 6-2    | Клаудия Замора     | Единогласное решение              | PFL 8                              | 19 августа 2021 | 3     | 5:00  | Холливуд, Флорида, США      | Дебют в лёгком весе                                                                          |
| Победа    | 5-2    | Аманда Белл        | Единогласное решение              | Bellator 260                       | 11 июня 2021    | 3     | 5:00  | Анкасвилл, Коннектикут, США |                                                                                              |
| Поражение | 4-2    | Джаней Хардинг     | Единогласное решение              | Bellator 219                       | 29 марта 2019   | 3     | 5:00  | Темекьюла, Калифорния, США  | Дебют в полулёгком весе                                                                      |
| Поражение | 4-1    | Лиана Джоджуа      | Решение большинства               | FNG Fight Nights Global 83         | 22 февраля 2018 | 5     | 5:00  | Москва, Россия              | Бой за титул чемпиона FNG в легчайшем весе                                                   |
| Победа    | 4-0    | Карин Силва        | Сдача (рычаг колена)              | FNG Fight Nights Global 81         | 15 декабря 2017 | 1     | 0:58  | Омск, Россия                |                                                                                              |
| Победа    | 3-0    | Ирина Дегтярева    | Сдача (рычаг локтя)               | FNG Fight Nights Global 69         | 30 июня 2017    | 1     | 1:26  | Новосибирск, Россия         | Дебют в легчайшем весе                                                                       |
| Победа    | 2-0    | Карина Василенко   | Болевой приём (скручивание пятки) | EFN Fight Nights Global 53, Day 2  | 8 октября 2016  | 1     | 2:52  | Москва, Россия              | Бой в промежуточном весе 63,96 кг                                                            |
| Победа    | 1-0    | Екатерина Торбеева | Сдача (рычаг локтя)               | EFN 50 — Emelianenko vs. Maldonado | 17 июня 2016    | 1     | 0:25  | Санкт-Петербург, Россия     | Бой в промежуточном весе 63,96 кг                                                            |